# Gotha T2-62
Gotha T2-62 (Tatra T2D) — модель двовісних трамвайних вагонів східнонімецького виробництва заводу VEB Waggonbau Gotha. Є модернізованою версією трамвайного вагону Gotha T2-61. Вагони призначалися для одностороннього руху і могли працювати в режимі поїзда із одним чи двома безмоторними причіпними вагонами Gotha B2-61 або попередніх моделей.
Від вагонів попередніх моделей Gotha T57 i Gotha T59 вагони Gotha T2-62 відрізнялися збільшеною довжиною кузова і більшими розмірами кабіни. Від вагонів Gotha T2-61 вони відрізнялися конструкцією і розташуванням контролера.
У вагонах Gotha T2-62 встановлено контролер моделі StNFB 4, який мав по 20 ходових і гальмівних позицій (у частині вагонів використовувалися контролери із 22 ходовими і 18 гальмівними позиціями). Контролер вагона розділено на дві частини — у кабіні водія знаходиться лише реверс-вал, а основна частина контролера із силовими кулачковими контакторами розміщена у спеціальному коробі під передньою накопичувальною площадкою. Якщо у вагонах Gotha попередніх моделей рукоятка контролера знаходилася по ліву сторону від водія, що було не дуже зручно, адже до цієї рукоятки потрібно було прикладати достатньо значне зусилля (водії її називали «кавомолкою»), то у вагонах Gotha T2-62 рукоятка контролера має вигляд керма, розташованого по центру кабіни водія, а пульт керування зміщено вліво.
Порівняно із вагонами Gotha T59 внесено ряд змін у конструкцію пасажирського салону вагонів Gotha T2-62, зокрема у розташування пасажирських сидінь у салоні.
Механічне обладнання вагонів Gotha T2-62, порівняно із вагонами-попередниками, не зазнало великих змін. Було лише дещо зменшено передаточне число редукторів трамвайного вагона — із 5,48 до 5,41.
У 1967 році рішенням СЕВ, виробництво трамвайних вагонів Gotha T2-62 і причепів Gotha B2-62 було перенесено  на підприємство ČKD у Празі. Моторні і причіпні вагони, виготовлені в Чехословаччини, позначалися як Tatra T2D і Tatra B2D, і постачалися до міст Східної Німеччини. Загалом у Чехословаччині протягом 1967-8 рр. було побудовано 117 моторних і 116 причіпних вагони Tatra T2D і Tatra B2D, які надійшли до міст Бранденбург, Котбус, Ерфурт, Гера, Гьорліц, Гота, Галле, Йєна, Плауен та Цвіккау. Виробництво цих двовісних вагонів у Чехословаччині припинилося у 1969 році після впровадження у виробництво чотиривісних вагонів із вузьким кузовом Tatra T4, що почали постачатися до міст Східної Німеччини.

## Пасажирська експлуатація
Трамвайні поїзди із моторних вагонів Gotha T2-62 і причепів Gotha B2-62 надходили в експлуатацію в міста НДР та СРСР. У Німеччині вони експлуатувалися в містах Бранденбург на Хафелі, Хемніц, Котбус, Дессау, Дрезден, Ерфурт, Франкфурт на Одері, Гера, Гьорліц, Гота, Хальберштадт, Галле, Магдебург, Плауен, Потсдам, Росток, Шверін та Цвіккау. Загалом із заводу в Готі в ці міста надійшло 108 моторних вагонів та 303 причіпи до них. Іще 69 причіпних вагонів було додатково побудовано у 1969 році. Пасажирська експлуатація цих вагонів тривала у Німеччині приблизно до середини 1990-х років.
Трамвайні поїзди Gotha T2-62 + B2-62 у 1960-ті роки достатньо активно закуповувалися для потреб трамвайних систем міст СРСР як із вузькою (1000 і 1067 мм.) так і широкою колією (1524 мм.). На вузькій колії такі трамвайні поїзди працювали у Вінниці, Житомирі, Калініграді, Євпаторії, Лієпаї, Львові, Талліні та П'ятигорську. На широкій колії вони працювали у Волгограді, Волжському, Дніпропетровську, Донецьку, Кривому Розі, Одесі, Ульяновську та Ярославлі. Уже на початку 1970-х років більшість трамвайних поїздів Gotha T2-62 + B2-62, які працювали у широколійних системах були або передані у міста із вузькою колією (після «перешивання» візків), або списані.
В Україні найдовше у пасажирській експлуатації трамвайні поїзди Gotha T2-62 + B2-62 перебували у Житомирі (до 1988 року). У Львові всі трамвайні поїзди цієї моделі були виведені із експлуатації протягом 1983—1985 року, але частина вагонів були переобладнані у службові. Два із них експлуатуються і досі.

## Службова експлуатація
У Львові частину вагонів Gotha T2-62, виведених із пасажирської експлуатації, було переобладнано у середині 1980-х років у службові. На базі моторних вагонів Gotha T2-62 було збудовано три вантажні вагони (наразі зберігся лише один), вагон-скроплювач та кран. На базі поїзда Gotha T2-62 + B2-62 було збудовано рейковіз. Наразі збереглися лише один вантажний вагон № 001 та поїзд рейковіз № 011+021.

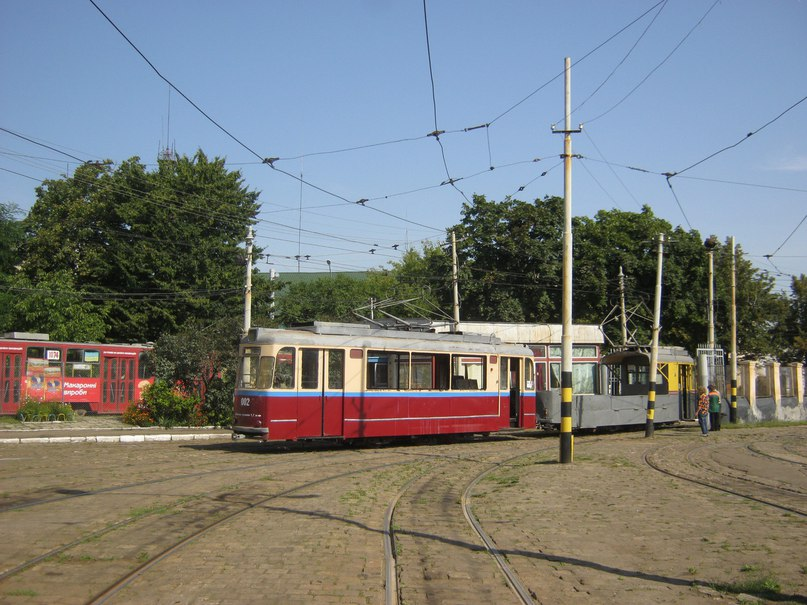
Службовий трамвай Gotha T2-62 буксирує вагон Gotha T59E під час капітально ремонту останнього

У 2014 році наказом по ЛКП «Львівелектротранс» заборонено списання і утилізацію всіх службових вагонів Gotha. Їх планується зберегти і частково відновити як експонати майбутнього Музею транспорту у Львові.

## Музейні вагони
Наразі статус музейних мають 4 вагони моделі Gotha T2-62. Всі вони перебувають у містах Німеччини. У місті Бранденбург на Хафелі такий трамвай використовується як трамвай-кафе.